# Retinopatia wcześniaków
Retinopatia wcześniaków (łac. retinopathia praematurorum, ang. Retinopathy of prematurity – ROP) – naczyniopochodne, związane z rozplemem naczyń (wazoproliferacją) uszkodzenie siatkówki powstałe w okresie okołourodzeniowym, które pojawiło się wraz z rozwojem neonatologii i zwiększoną przeżywalnością dzieci urodzonych przedwcześnie, zwłaszcza z małą masą urodzeniową. Obecnie szacuje się, że ROP występuje u 10-15% wcześniaków.
Aktualnie retinopatia jest najczęstszą przyczyną występowania ślepoty wrodzonej u noworodków.

## Etiologia
Do 4. miesiąca życia płodowego siatkówka jest nieunaczyniona, a tlen otrzymuje drogą dyfuzji.
Po 4. miesiącu, od tarczy nerwu wzrokowego rozpoczyna się wędrowanie komórek mezenchymalnych (wrzecionowatych), które finalnie przekształcają się w naczynia siatkówki. Około 36. tygodnia ciąży kończy się proces tworzenia naczyń w części nosowej tarczy nerwu wzrokowego, natomiast w części skroniowej proces ten kończy się dopiero około 40. tygodnia ciąży (czyli w terminie zakończenia prawidłowej ciąży). Następnie jeszcze przez kilka miesięcy (czyli już po porodzie) zachodzi proces dojrzewania naczyń siatkówki. Uważa się, że wszystkie dzieci urodzone przed 28. tygodniem ciąży cierpią na ROP. Ponadto u wcześniaków (z łagodną retinopatią lub bez niej), anatomia przedniego odcinka oka jest nieco inna i występuje więcej aberracji wyższego rzędu rogówki w porównaniu z dziećmi urodzonymi terminowo.
Innymi czynnikami ryzyka rozwoju choroby są:
- zły stan pourodzeniowy wyrażony niską punktacją w skali Apgar
- okołoporodowe zaburzenia oddychania
- przetrwały przewód Botalla
- krwawienia dokomorowe III stopnia
- krwawienia u matki w II i III trymestrze ciąży lub niedokrwistość niezależnie od przyczyny
- ciąże mnogie
- cukrzyca
- obecność zielonych wód płodowych
- rzucawka lub stany przedrzucawkowe.

## Fazy retinopatii wcześniaczej
- faza 1 – na dnie oka obecna jest linia demarkacyjna (widoczna jako biała linia), która oddziela unaczynioną i nieunaczynioną część siatkówki
- faza 2 – wyżej opisana linia tworzy wał, do którego mogą wnikać naczynia siatkówki
- faza 3 – proliferacja włóknisto-naczyniowa, która może przenikać do ciała szklistego
- faza 4 – niecałkowite odwarstwienie siatkówki
  - faza 4a – częściowe odwarstwienie, nie obejmuje plamki żółtej
  - faza 4b – obejmuje plamkę żółtą
- faza 5 – całkowite odwarstwienie siatkówki

## Profilaktyka
Obowiązuje konieczność wykonania przesiewowego badania okulistycznego u noworodków niedonoszonych oraz z cechami wewnątrzmacicznego zahamowania wzrostu (czyli niską masą urodzeniową) w 4., 8. oraz 12. tygodniu życia oraz, jeśli nie stwierdzono objawów, ponownie po 12. miesiącu życia.

## Leczenie
W fazie 1. i 2. retinopatii wcześniaczej leczenie nie jest konieczne. W przypadkach bardziej zaawansowanych konieczne jest wykonanie laseroterapii (fotokoagulacja laserowa), krioterapii lub leczenia chirurgicznego (w przypadkach odwarstwienia siatkówki).
Aktualnie preferowane są zabiegi laseroterapii, jako bezpieczniejsze przy jednoczesnym występowaniu mniejszej ilości działań niepożądanych. Skuteczność laseroterapii ocenia się na 85%.
Istotą laseroterapii i krioterapii jest zniszczenie komórek wrzecionowatych, co pozbawia je zdolności do tworzenia i rozplemu naczyń krwionośnych siatkówki.
W późniejszym okresie mogą pojawiać się powikłania po leczeniu, takie jak: krótkowzroczność, astygmatyzm, jaskra wtórna, zez, małoocze, późne odwarstwienia siatkówki.
U skrajnych wcześniaków iniekcje doszklistkowe preparatów anty-VEGF powodują natychmiastową regresję (cofnięcie się) retinopatii (nie stwierdzono miejscowych i ogólnoustrojowych działań niepożądanych, ani negatywnego wpływu iniekcji na rozwój siatkówki i widzenia).

## Rokowanie
Prognoza co do prawidłowego widzenia zależy od fazy rozwoju retinopatii. Pierwsze 3 fazy rokują dobrze, jednak w fazach 4a, 4b i 5 rokowanie jest bardzo złe. W jednym z badań, po 4,5 roku od leczenia, wykazano, że jedynie 9% dzieci w fazie 4a ma prawidłowe widzenie, natomiast 65% nie ma nawet poczucia światła. W bardziej zaawansowanych przypadkach rokowanie jest jeszcze gorsze.